# تاعنديت (مير اللفت)
تاعنديت هو دُوَّار يقع بجماعة ميرلفت، إقليم سيدي إفني، جهة كلميم واد نون في المملكة المغربية. ينتمي الدوّار لمشيخة مير اللفت التي تضم 50 دواوير. يقدر عدد سكانه بـ 88 نسمة حسب الإحصاء الرسمي للسكان والسكنى لسنة 2004.

## روابط خارجية
- البوابة الوطنية للجماعات الترابية نسخة محفوظة 12 مارس 2018 على موقع واي باك مشين.
- المندوبية السامية للتخطيط